# Chế ngự lửa
Chế ngự lửa (tiếng Nga: Укрощение огня) là một bộ phim dựa theo cuốn tiểu sử về cuộc đời nhà thiết kế tên lửa Sergey Korolyov, ra mắt lần đầu năm 1972.

## Diễn viên
- Kirill Lavrov... Andrey Ilyich Bashkirtsev
- Ada Rogovtseva... Natalia Bashkirtseva
- Igor Gorbachev... Yevgeny Ognev
- Andrey Popov... Nikolai Logunov
- Igor Vladimirov... Tướng Anatoly Golovin (Chủ tịch Ủy ban Nhà nước)
- Innocenty Smoktunovsky... Konstantin Tsiolkovsky
- Zinovy Gerdt... Giảng viên Kartashov
- Petr Shelokhonov... Michael Karelin (Nhà khoa học tên lửa)